# Ivan Calin
Ivan Calin (ur. 10 marca 1935 we wsi Plopi w rejonie Rybnicy, zm. 2 stycznia 2012 w Kiszyniowie) – radziecki i mołdawski polityk, przewodniczący Prezydium Rady Najwyższej Mołdawskiej SRR w latach 1980–1985, premier Mołdawskiej SRR w latach 1985–1990.

## Życiorys
W 1955 ukończył Wyższą Szkołę Uprawy Winorośli w Kiszyniowie, od 1949 członek Komsomołu, od 1955 KPZR, 1960 ukończył Kiszyniowski Instytut Gospodarstwa Wiejskiego im. Frunze, później był sekretarzem partyjnego komitetu w kołchozie. Od 1963 I sekretarz komitetu partyjnego w Călărași, 1967–1969 studiował w Wyższej Szkole Partyjnej przy KC KPZR. Od 1970 kierował Wydziałem Rolnictwa i Przemysłu Spożywczego KC Komunistycznej Partii Mołdawii (KPM), od 1976 sekretarz KC i Biura KC KPM. Od 10 kwietnia 1980 do 24 grudnia 1985 przewodniczący Prezydium Rady Najwyższej Mołdawskiej SRR. Od 24 czerwca 1980 do 17 czerwca 1985 był również zastępcą przewodniczącego Prezydium Rady Najwyższej ZSRR. W latach 1981–1990 kandydat na członka KC KPZR. Później był radcą ministerialnym w Ambasadzie ZSRR (później Federacji Rosyjskiej) w Rumunii (1990–1995). W latach 1967–1990 deputowany do Rady Najwyższej Mołdawskiej SRR, w niepodległej Mołdawii był od 1998 członkiem mołdawskiego parlamentu z ramienia partii komunistycznej, zrezygnował z członkostwa w 2010 ze względu na stan zdrowia.

## Odznaczenia
- Order Republiki (Mołdawia)[1]
- Order Lenina (ZSRR)
- Order Rewolucji Październikowej (ZSRR)
- Order Czerwonego Sztandaru Pracy (trzykrotnie – ZSRR)

I siedem medali ZSRR.